# Heinrich I. von Meißen
Heinrich I. von Meißen († 24. Juni 1240) war von Dezember 1228 bis zu seinem Tode Bischof von Meißen.
1228 wurde Heinrich Bischof von Meißen. Im Jahr 1232 verlieh ihm Kaiser Friedrich II. den Ertrag der innerhalb der Grenzen des Eigentums der Meißner Kirche fündig gewordenen Metallbergwerke, sowie der goldführenden Gewässer. In der Verleihungsurkunde nennt ihn der Kaiser dilectus princeps. Allerdings existiert von dieser Urkunde kein Original. Hubert Ermisch hält sie für eine Fälschung. Im Jahr 1237 erschien Heinrich in der Nähe des Kaisers bei der Belagerung von Brescia.